# Loiu
Loiu (spanisch Lujua) ist eine Gemeinde (municipio) in der Provinz Bizkaia in der spanischen Autonomen Region Baskenland, in der 2.359 Einwohner (Stand: 2024) leben, deren Mehrheit baskischsprachig ist.

## Lage
Loiu befindet sich acht Kilometer nordnordöstlich vom Stadtzentrum der Provinzhauptstadt Bilbao in einer durchschnittlichen Höhe von 25 m. Im südlichen Gemeindegebiet liegt der Flughafen Bilbao.

## Geschichte
1940 wurde der Flughafen erbaut.
Die Ortschaften im näheren Umkreis wurden 1966 in die Stadt Bilbao eingemeindet. 1983 wurde Loiu dann wieder eigenständige Gemeinde.

## Bevölkerungsentwicklung
| Jahr      | 1986 | 1991 | 2001 | 2011 | 2021 |
| Einwohner | 1685 | 1694 | 2016 | 2491 | 2363 |

## Sehenswürdigkeiten
- Peterskirche
- Michaeliskapelle
- Palacio Larraburu, im 18. Jahrhundert erbaut

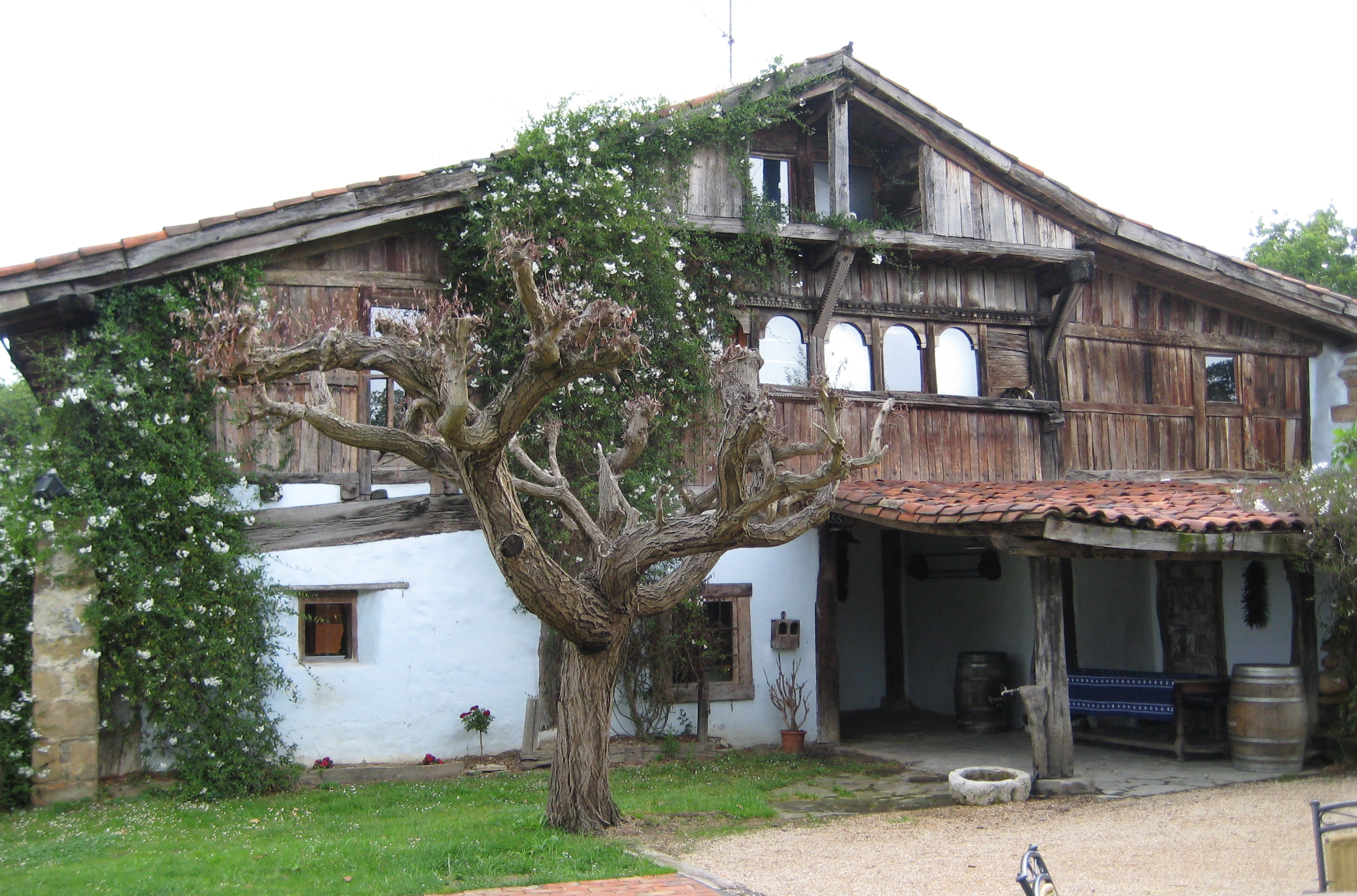
Fachwerkhaus Bengoexte

- Fachwerkhaus Bengoexte

## Söhne und Töchter der Gemeinde
- Kepa Altonaga (* 1958), Zoologe